# Étiage

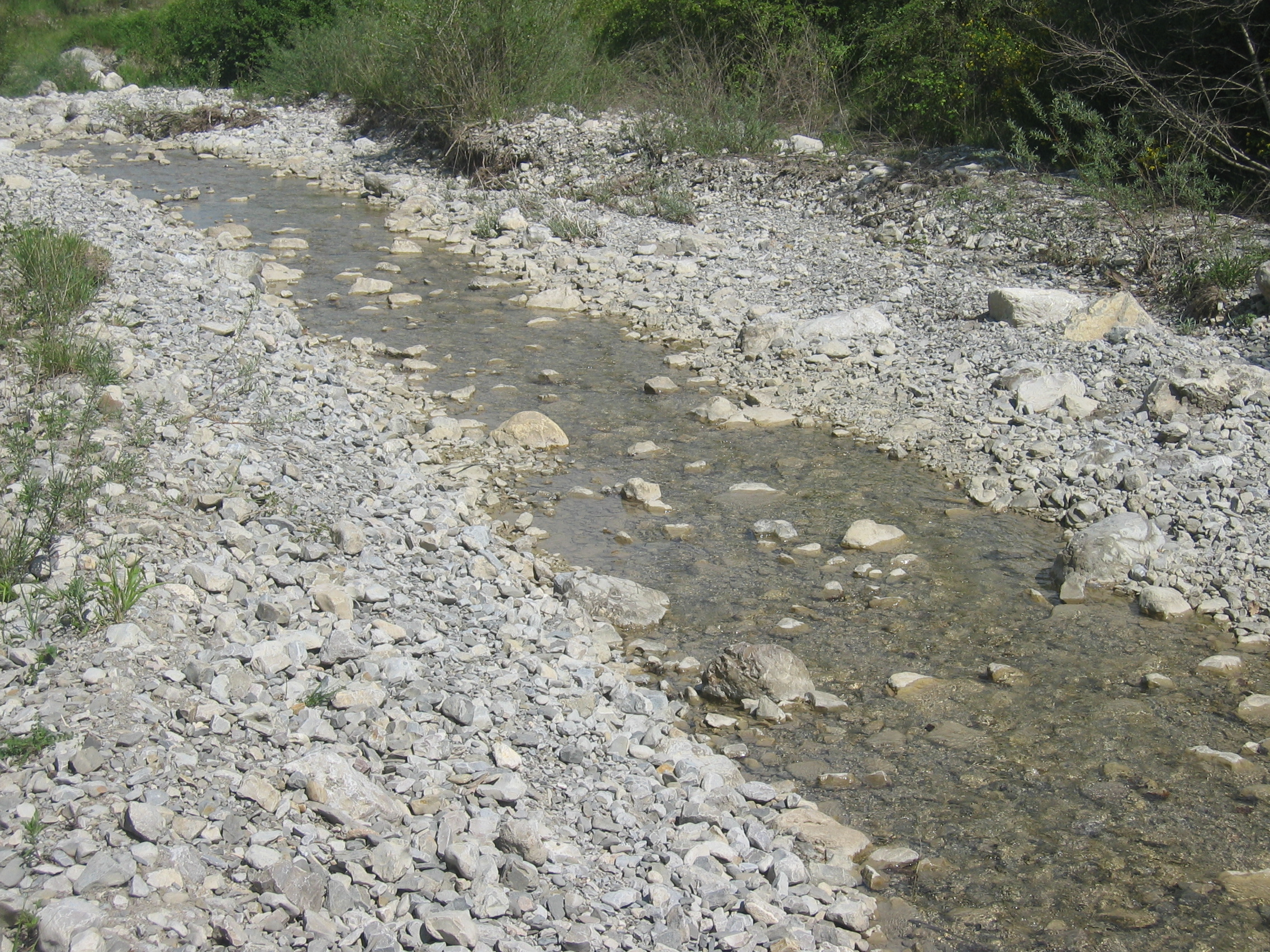
L’Esconavette à Montmaur-en-Diois, France.

L’étiage est, en hydrologie, le débit minimal d'un cours d'eau. Il correspond statistiquement, sur plusieurs années, à la période de l’année où le niveau d’un cours d'eau atteint son point le plus bas (« basses eaux »). Cette valeur est annuelle. Il intervient pendant une période de tarissement, due à une sécheresse forte et prolongée qui peut être fortement aggravée par des températures élevées favorisant l’évaporation et par les pompages agricoles à des fins d’irrigation.

## Définition
« Débit exceptionnellement faible d'un cours d'eau, qu'il ne faut pas confondre avec les basses eaux saisonnières habituelles, même s'il en est l'exacerbation. 
 La définition statistique la plus usuelle est le débit caractéristique d'étiage (DCE) calculé sur une longue série (plusieurs années) de débits journaliers classés, débit au-dessous duquel l'écoulement descend dix jours par an. »

— Définition proposée par le Centre de Géosciences[réf. nécessaire]
L'étiage désigne également le niveau le plus bas atteint par un lac ou une marée descendante. Sur la courbe des débits classés, entre autres, ce débit est noté DCE (« débit caractéristique d'étiage ») ou DC355 (« débit dépassé 355 jours par an »).
Des retenues d'eau aménagées dans la partie amont du bassin hydrographique peuvent soutenir le débit en période de sécheresse, on parle alors d'un rôle de soutien d'étiage.

## Impacts et aspects écologiques

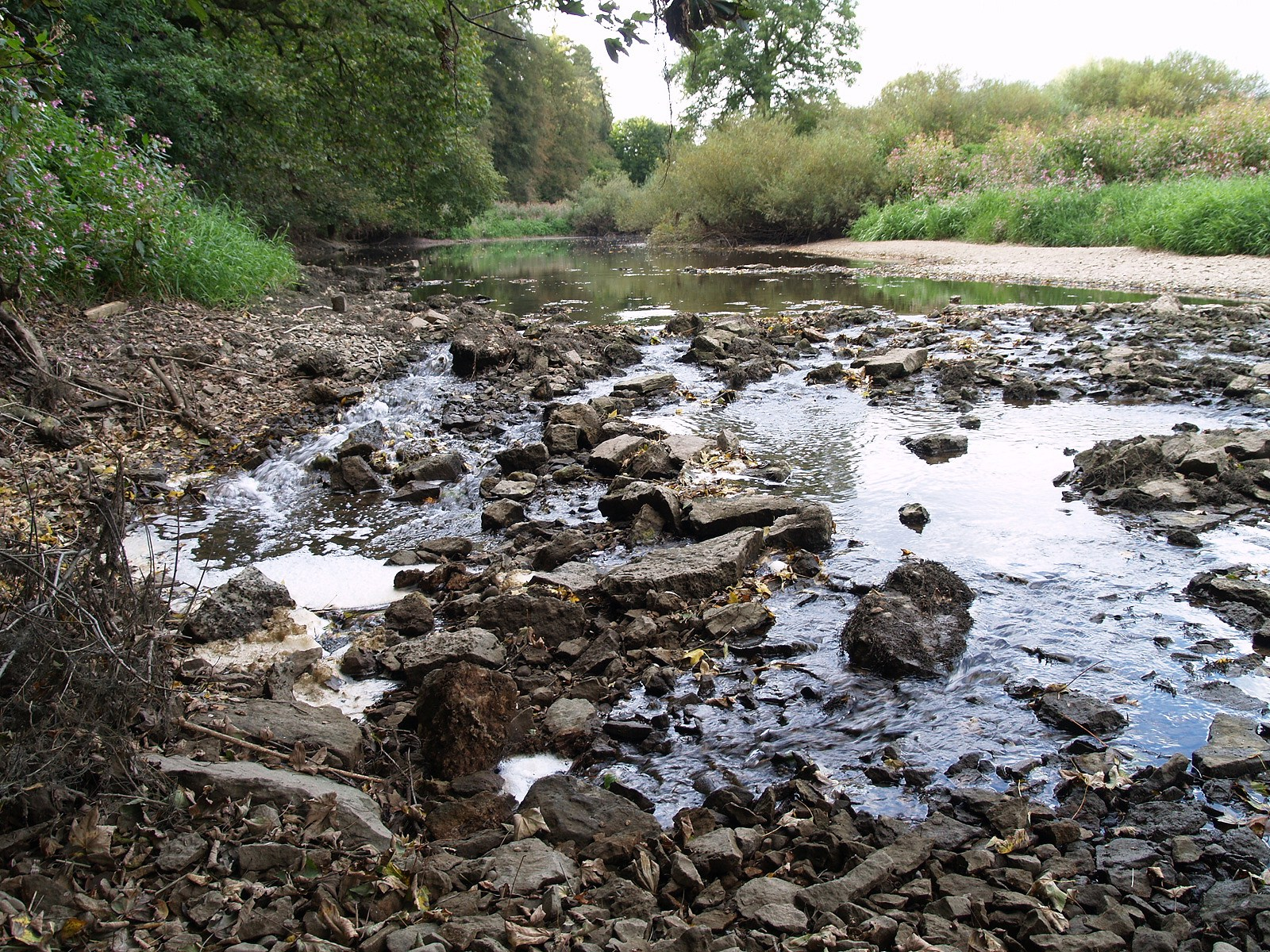
Un étiage sévère peut provisoirement conduire à la rupture d'un continuum écologique aquatique.

Au moment de l’étiage, divers risques peuvent apparaître :
- les polluants éventuellement rejetés en rivière sont alors plus concentrés ;
- les risques liés au manque d’oxygène et à l'augmentation de la température de l'eau. Certaines espèces comme les salmonidés, par exemple, nécessitent une eau fraîche et oxygénée. En plus de la diminution naturelle du taux d'oxygène pendant la nuit, surtout en cas d'eutrophisation ou de dystrophisation, l'eau réchauffée perd naturellement plus facilement son oxygène. L'augmentation de la température de l'eau est due à l'exposition au soleil mais peut aussi être due à la pollution thermique provoquée par des centrales thermiques qui, refroidies par eau, risquent de la réchauffer excessivement en aval de leurs rejets ;
- les risques liés au manque d'eau. Les centrales thermiques par exemple risquent de manquer d'eau.

## Seuils d'alerte
Dans les zones où les cours d'eau ont une grande importance économique, certains usages de l'eau peuvent être limités ou interdits à partir de certains seuils, en France par un arrêté préfectoral.
- Le seuil de débit d'étiage est défini[1] par le fait que le débit soit inférieur ou égal au Débit d'Objectif d’Étiage (DOE) à partir duquel de premières mesures de restriction sont imposées par le préfet pour certaines activités (en liaison avec une cellule de crise et conformément à un plan de crise). Si la sécheresse s'aggrave, des restrictions supplémentaires sont décidées pour éviter de descendre en dessous du Débit de crise (DCR[2]).